# Templo de Manti
El Templo de Manti, Utah, es el nombre oficial de un edificio religioso histórico y uno de los templos construidos y operados por la Iglesia de Jesucristo de los Santos de los Últimos Días, el quinto templo construido por la iglesia y el tercero en el estado, ubicado en la ruta federal 89, en la entrada de la ciudad de Manti en el estado estadounidense de Utah. Con anterioridad al templo de Manti, solo se habían dedicado el templo de St. George y el templo de Logan, en Utah, y el templo de Nauvoo y el templo de Kirtland, al este del río Misisipi. El templo domina la arquitectura del Condado de Sanpete y puede ser divisado desde diversas autopistas de la región en un radio de varios kilómetros. Cuenta con cuatro salones para investiduras, ocho altares matrimoniales y el tradicional baptisterio donde se efectúan bautismo por los muertos. Al igual que en el resto de los templos de la iglesia SUD, solo los miembros considerados dignos pueden entrar en el templo de Manti.
El templo combina estilos arquitectónicos del renacimiento gótico, renacimiento francés incluyendo elementos del segundo imperio francés y ciertos estilos de arquitectura colonial. Es uno de los dos únicos templos de los Santos de los Últimos Días que quedan en el mundo donde se utilizan actores en vivo en las ceremonias de la investidura. Es igualmente uno de los pocos templos SUD que no cuenta con la característica estatua de Moroni sobre su pináculo.

## Historia
La decisión de construir un templo SUD en Manti fue anunciada el 25 de junio de 1875 por el entonces presidente de la iglesia SUD Brigham Young. Ese mismo día en la ciudad de Ephraim (Utah) se estableció el terreno que habría de usarse para el templo, ubicado en una colina de oolita, parte de una pequeña cordillera de cerros de poca elevación.
El templo de Salt Lake City se había anunciado varios años antes, en 1847, pero la construcción aún estaba en proceso y no se terminó sino hasta 1893. Aún antes del anuncio oficial, en 1852 los colonos de Manti, una de las primeras comunidades establecidas por colonos mormones, ya habían hecho diseños en los planos de su comunidad para apartar un terreno y rodearlo en 1854 de paredes en preparación para la construcción de un futuro templo.: 159  El 25 de octubre de 1876 se determinaron oficialmente los límites del templo y las primeras instrucciones para su construcción.
El templo de Manti se construyó, así como con el templo de St. George y el templo de Logan, para cubrir las necesidades inmediatas que proveen estas edificaciones para los fieles de la región, la mayoría constituida en ese entonces por pioneros mormones originarios de Escandinavia.
El terreno del templo de Manti era una cantera constituida por una colina de cierto tamaño en el extremo norte del pueblo. Los colonos del área, todos ellos mormones, habían relatado desde su llegada a la región que durante la exploración del lugar Heber C. Kimball, miembro de la Primera Presidencia, había predicho que la colina sería destinada a la construcción de un templo. Durante la primera reunión dominical en la región, el apóstol mormón George A. Smith habló de varios temas, incluida la futura construcción del templo en el árido lugar. Es por ello que, incluso antes de los anuncios oficiales, el cerro recibió el nombre de «colina del templo». Efectivamente, cuando Brigham Young anunció la construcción de un templo en Manti, también dijo que en ese terreno de 11 hectáreas, sería el lugar donde se erigiría el templo. El apóstol SUD Orson F. Whitney escribió que Young se dirigió a la cantera con Warren S. Snow (quien era obispo de la región) la madrugada del 25 de abril de 1877 informándole mientras se encontraban en la esquina sureste del terreno que Moroni, uno de los personajes del Libro de Mormón, habría estado en ese mismo punto y dedicaría ese pedazo de tierra para la construcción de un templo.

## Diseño
El diseño del templo de Manti provino principalmente de Brigham Young y su departamento de construcción. La iglesia acordó que el diseño tanto en Manti como en Logan serían similares en apariencia al diseño del templo de St. George, ambos con torres en sus extremos y torretas en las esquinas para acomodar las escaleras del edificio. Ambos debían construirse con piedra local en un estilo almenado. Es posible que los planos detallados de las partes superiores de las torres y los interiores del edificio se hayan dejado para completar en un momento posterior. Cuando el diseño del templo de Manti estaba en planes, el departamento de construcción de templos estaba en transición de liderazgo. Truman O. Angell, principal arquitecto de Young, había renunciado. El hijo de Young, Joseph A. Young, había sido nombrado arquitecto del templo en lugar de Angell y superintendente de la construcción del edificio pero Young, que debido a su contrato vivía en Manti, falleció en agosto de 1875, a pocos meses de iniciar su labores. El hijo de Angell, Truman O. Angell Jr., fue designado en reemplazo de Joseph Young pero por conflictos de contrato, Brigham Young le relevó de su cargo y aunque permanecía en contacto con la construcción del templo, actuaba solo en condición de consultor. En 1877, Brigham Young designó al veterano arquitecto William Harrison Folsom, compañero de Joseph Smith en la construcción del templo de Nauvoo y uno de los arquitectos del templo de Salt Lake City. Folsom se trasladó a Manti para la construcción del edificio hasta su culminación en 1888.
Folsom enfocó el diseño el templo alrededor de una multitud de detalles. No permitió que las almenas dominaran el esquema decorativo del edificio y trabajó para hacer que solo fuesen una característica de los distintos estilos fusionados que componen la estructura total. La nítida moldura justo debajo de las crestería enfatiza la rectangularidad de la estructura debajo de las torres, especialmente en las esquinas donde los contrafuertes están lo suficientemente retraídos para enmarcar los ángulos de las esquinas del edificio. Situado debajo de las almenas se ha revestido un amplio entablamento con dentadura y cornisa saliente que minimiza aún más el efecto gótico de los contrafuertes, que se han convertido en una de las decoraciones aplicadas sobre un sistema clásico de ornamentación subyacente. De manera similar, en las fachadas, las torres terminan en un entablamento clásico sostenido por pilastras toscanas modificadas. En los faroles de las torres aparecen pilastras, pero no pertenecen a ningún orden arquitectónico.
Las cúpulas son una adaptación de las cúpulas entre corchetes que se encuentran en la arquitectura italianizante y alargadas para darle a la estructura un carácter más moderno, añadiéndole varias ventanas de arco de medio punto en la linterna y en el techo, lo que aumenta la altura de la estructura. Las ventanas de las torres también se diseñaron con mayor sencillez en Manti que para el templo de Logan, y la piedra de color claro y con textura le dio al edificio una superficie más refinada, aunque algo menos vigorosa. Las cúpulas están sostenidas sobre una base octogonal de esbeltas proporciones, haciendo referencia a la cúpula del Templo de Nauvoo, y ornamentadas con molduras dentadas y cuadrilóbulos similares a los usados en el templo de St. George. Desde entonces, estos cuadrifolios han dominado los detalles de varios templos SUD, incluyendo el templo de Puebla, México, el templo de San Pedro Sula, Honduras, el templo de Salta, Argentina y el templo de McAllen, Texas.
Aparte de las modificaciones resultantes del sitio del edificio, los elementos más originales en el diseño exterior del Templo de Manti fueron las partes superiores de las torres. Las paredes del templo fueron diseñadas con contrafuertes y almenas con un estilo medieval. Las torres fueron diseñadas al estilo del Segundo Imperio francés, con techos abuhardillados y ventanas de buhardilla similares a las de la Casa Gardo, residencia en Salt Lake City del presidente de la iglesia. La forma y las proporciones de dichos elementos se relacionan armónicamente con el resto del edificio. La relación de las torres con el cuerpo del templo fue más satisfactoria en Manti que en Logan o aún en el templo de St. George. Al elegir este nuevo estilo para las torres, Folsom rompió completamente con la arquitectura religiosa estadounidense tradicional al rechazar tanto la aguja como la cúpula y elegir en su lugar una forma que pertenecía a la arquitectura residencial y cívica de la época. De hecho, el edificio ya acabado parecía más una gran mansión que una iglesia o catedral convencional.

## Construcción

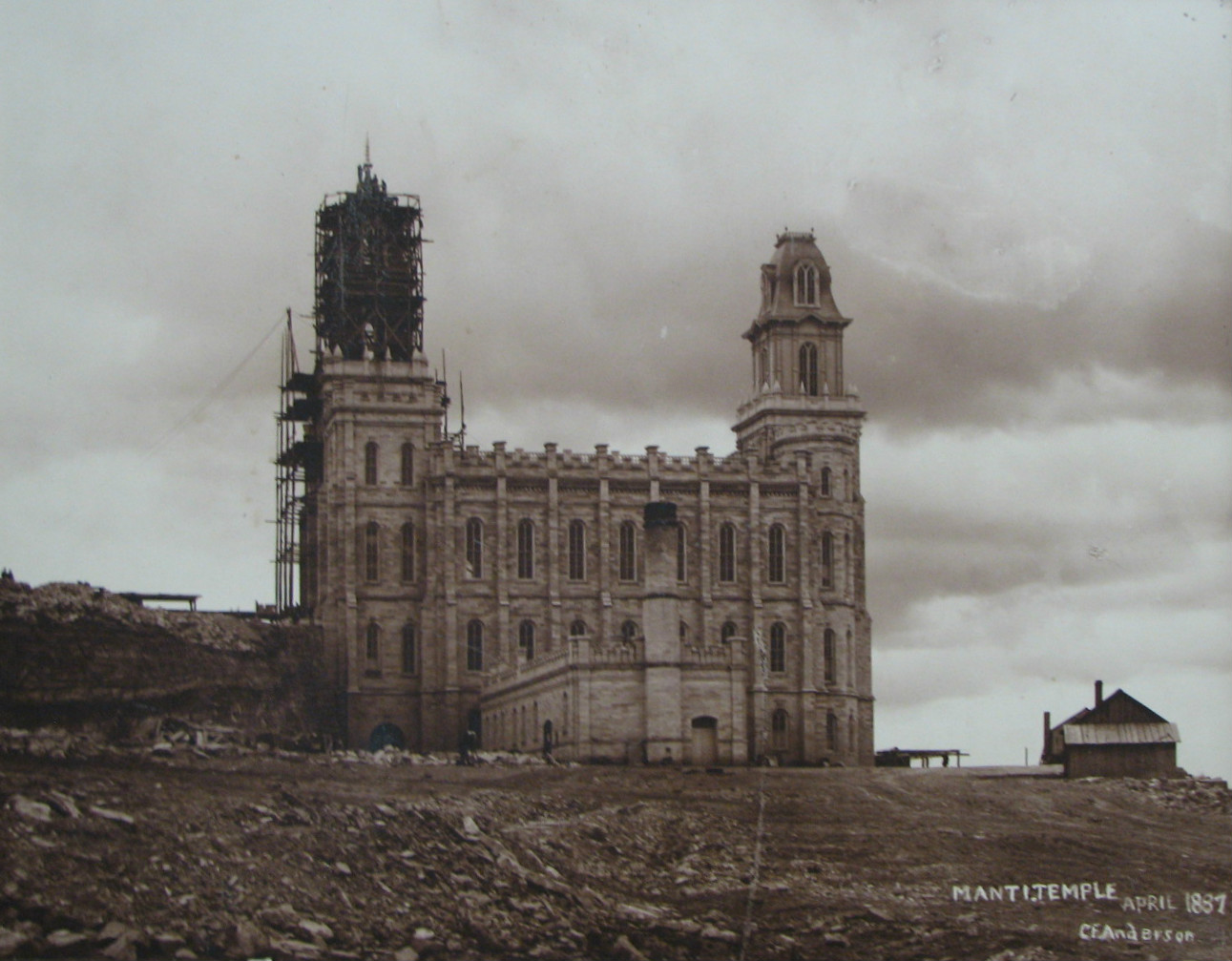
Vista del templo en construcción.

El templo de Manti se construyó sobre una colina al norte de la ciudad. Anteriormente fungía como cantera de donde se extraía una piedra sedimentaria conocida como oolito u ooides (por su aspecto parecido a un huevo). La colina es rica en esas rocas que darían soporte estructural al edificio completado. Es el mismo material del que se construyó el anexo del templo de Salt Lake City y otras edificaciones de esa ciudad. Esa misma piedra, de esa misma cantera, fue la usada para la decoración exterior del templo de Manti. El cerro sobre el cual se construyó el templo era notoriamente desnivelada pero fácil de extraer la roca y nivelar sus prominencias.
En vista de que la colina sobre la cual debía estar el templo era roca sólida, se tardó dos años en preparar el terreno para la fundación del templo. La voladura y excavación comenzaron a fines del invierno de 1877.: 175  Los obreros hundieron la roca entre seis y nueve metros en la colina y cavaron luego alas de tres metros a un extremo de la primera trinchera, formando una T. Luego depositaron varios cientos de libras de pólvora en el túnel, causando una explosión que desalojó unas dos mil toneladas de roca, escombro, y árboles que tuvieron que ser removidos. Parte de la roca que voló de la cantera todavía se encuentra en Manti en el presente, porque muchos de los colonos la utilizaron para construir sus casas. Este proceso de "explosión en un túnel" se repitió numerosas veces. La parte más lenta del procedimiento fue la eliminación de todos los escombros. Una vez quitada la roca, se pusieron las piedras angulares y el fundamento de una piedra caliza blanquecina, extraída a menos de dos kilómetros al sur de Manti. Incluso después de la excavación, la diferencia de pendiente entre el frente y la parte posterior del edificio era de más de dos pisos. Folsom resolvió este problema construyendo una terraza en el sitio con un alto muro de contención de piedra que existe aún en el presente. 
Aclarado y preparado el terreno para la construcción del edificio, la iglesia realizó la ceremonia de la primera palada el 25 de abril de 1877. Posterior a ello, la iglesia realizó la ceremonia de la primera palada para el templo de Logan, al norte de Utah, 22 días después, el 18 de mayo de 1877. Sería el tiempo más breve entre la ceremonia de la primera palada de dos templos consecutivos por los siguientes 100 años. En 1981 el entonces presidente de la iglesia Spencer W. Kimball realizó la ceremonia de la primera palada para el templo de Nukualofa, el templo de Papeete y el templo de Apia, todos en el Pacífico del Sur, en un período de una semana entre el 13 y el 19 de febrero. 
La excavación del templo de Manti comenzó también con oraciones ceremoniales el 30 de abril de 1877 y al que asistieron unas 100 personas. Por lo empinado de la colina, los trabajadores y materiales subían al sitio de la construcción por medio de terraplenes improvisados que luego se reemplazó por una pendiente uniforme sostenida por un muro de contención.
Al igual que las torres del Templo de Salt Lake City, las torres en los extremos del edificio representaban las dos órdenes del sacerdocio de la teología de los Santos de los Últimos Días. Como el extremo este representaba al sacerdocio de Melquisedec, conocido como sacerdocio superior, tendría que ser la más alta de las dos torres. Angell, Jr., resolvió el problema en el templo de Logan construyendo una cúpula de madera más alta en el extremo este, mientras que las partes de piedra de las dos torres seguían siendo las mismas. Folsom adoptó una solución más sofisticada y exitosa; sustituyó las torres octogonales del extremo Este por torres cuadradas de mayor tamaño y alzó la mampostería de la torre central. 
Para 1880 el primer piso del templo estaba erguido. La piedra angular estaba lista para ser colocada en abril de 1879, dos años después de la primera palada, pero en vista de reducciones en el número de voluntarios y desafíos financieros, el tiempo previsto para su culminación se retrasó. Para entonces, recientemente había fallecido Brigham Young y la iglesia estaba bajo administración eclesiástica de la Primera Presidencia sin que por varias semanas se llamase un sucesor de Young. La ceremonia de la piedra angular fue realizada por Erastus Snow, miembro de la Primera Presidencia en los días de Young. El principal desafío para Foslom, el maestro de obras del templo, fueron las finanzas necesarias para completar el impresionante edificio y las deudas contraídas por la iglesia y los locales para la culminación de la construcción.: 175  La albañilería del templo se terminó en 1887, diez años después del fallecimiento de Brigham Young. La dedicación del templo se pautó para el año subsiguiente.

### Escaleras
El edificio es de cinco pisos con dos escaleras de caracol gemelas, autoportantes y de eje abierto, que llevan a cada una de las dos torres octogonales del lado oeste del Templo. Las impresionantes escaleras diseñadas por el carpinterio William Asper, son consideradas una maravilla en la ingeniería de los pioneros mormones, habiendo solo tres en su tipo en los Estados Unidos, dos en el templo de Manti y la tercera en el octágono de Washington D. C. Otras dos se ubican en el edificio de la Corte Suprema de Estados Unidos, con la diferencia de que esas son elípticas. 
Las escaleras suben 151 peldaños y cuentan con pasamanos, husos y paneles únicos en su estilo. Las uniones en los pasamanos de nogal negro se han suavizado, desde su construcción original, a tal punto de detalle que resultan imposibles de sentir. Más de quinientos balaustres que soportan las barandas fueron giradas en el mismo torno de la escalera, cada balaustre compuesto por cuatro medallones estampados de nogal y pegados al balaustre. Los paneles de diseños ornamentales a lo largo de la baranda también debieron ser doblados de la manera correcta para alinearse con el contorno de la escalera. La distancia entre cada piso no es la misma, por lo que se mantiene una inclinación diferente. A su vez ello requiere el uso de un nuevo molde para cada piso de la escalera para acomodar las curvas del contorno. Las escaleras fueron sometidas a inspecciones en 1985 determinándose que no eran precisas renovaciones o actualizaciones de las mismas.

### Salones de ordenanzas
El Templo de Manti Utah fue uno de siete templos SUD en el mundo donde los usuarios progresan a través de cuatro salas de ordenanzas antes de pasar al salón Celestial. Los otros seis templos fueron el Templo de Salt Lake City, el Templo de Laie en Hawái, el Templo de Cardston en Canadá, el Templo de Idaho Falls, el Templo de Los Ángeles en California y el Templo de Nauvoo. 
Según el plano del templo de Manti, la ceremonia de la investidura habría comenzado en el sótano del salón de la Creación, progresando a través de las salón del Jardín, del Mundo y del Mundo Terrestre, para terminar en el salón Celestial. Este ritual se compone de un lavamiento y unción similar a la tradición judía que se llevaba a cabo en el tabernáculo y el templo de Salomón.
Para 2021 solo el templo de Manti y Salt Lake City persisten en la presentación en vivo de la investidura. El Templo de Manti presenta murales pintados a mano en las paredes de sus salones que permiten que las sesiones de investidura ocurran en orden progresivo: primero la Sala de la Creación, luego el salón representativo del Jardín de Edén, el salón representando el mundo actual, luego el representativo del mundo Terrestre (sin murales) y el salón Celestial (sin murales). Al igual que el Templo de Salt Lake City, las sesiones de investidura son presentadas por actuaciones en vivo.

### Remodelación
El templo de Manti ha sido sometido a varias remodelaciones y renovaciones. En 1928 un rayo cayó sobre la torre este del Templo de Manti, lo que ocasionó un incendio que ardió durante tres horas antes de que pudiera ser extinguido. La construcción de la escalera de rocas que conduce a las puertas del ala este del templo comenzó en 1907. Luego, en 1935, el templo se capacitó para iluminación nocturna por primera vez. En 1940, se removieron las escaleras de piedra para embellecer los alrededores del templo. Entre 1944 y 1945 se añadieron una capilla anexa, así como una cocina, un cuarto para jardines y se remodelaron ciertas secciones del interior. En el pasado existía un gran túnel arqueado que pasaba por debajo de la torre del este del templo, el cual había sido empleado para conducir vagones y otros vehículos de un lado del templo al otro. En los años 1960 se cerró el túnel el cual existía en el costado de la torre Este del edificio.
En 1981, los oficiales de la iglesia consideraron que el interior del templo precisaba remodelaciones extensas. La renovación duró cerca de cuatro años, durante los que se restauraron murales y otros mobiliarios originales. Las oficinas dentro del templo se ampliaron y se añadió una puerta adicional para el bautisterio. Se instalaron ascensores, se repararon daños causados por las inclemencias del tiempo, se actualizaron los sistemas auxiliares y se añadieron tres salones de sellamientos y una sala para vestuarios, entre otros proyectos.

## Dedicación
El templo de Manti se completó en 1888 y una dedicación privada tuvo lugar el 17 de mayo de ese año. Duró 11 años en su construcción, el templo que más tardó en ser construido con la excepción del templo de Salt Lake City cuya construcción duró 40 años. La oración dedicatoria fue ofrecida por Wilford Woodruff, miembro del Cuórum de los Doce Apóstoles. Seguidamente tres dedicatorias públicas se ofrecieron del 21 al 23 de mayo, dirigidas por Lorenzo Snow. Fue el único templo dedicado por Snow, quien fuese luego el 5.º presidente de la Iglesia SUD. No fue sino hasta la dedicación del Templo de Halifax en 1999 que un apóstol SUD que no fuese miembro de la Primera Presidencia dedicara uno de los templos SUD.
En junio de 1985, Gordon B. Hinckley dedicó el templo concluidas las remodelaciones de ese año. Unos 20 mil fieles asistieron a la ceremonia dedicatoria, que tuvo lugar en nueve sesiones. Al igual que Snow, Hinckley era miembro del cuórum de los doce apóstoles para la rededicatoria y finalmente llamado como presidente de la iglesia. El abuelo de la esposa de Hinckley fue uno de los carpinteros del templo quien falleciera a la edad de 24 años por complicaciones de una hernia estrangulada obtenida alzando una de las enormes puertas del templo. Con anterioridad a la ceremonia dedicatoria se permitió un recorrido público de las instalaciones al que asistieron unas 40.300 personas.

## Imágenes adicionales

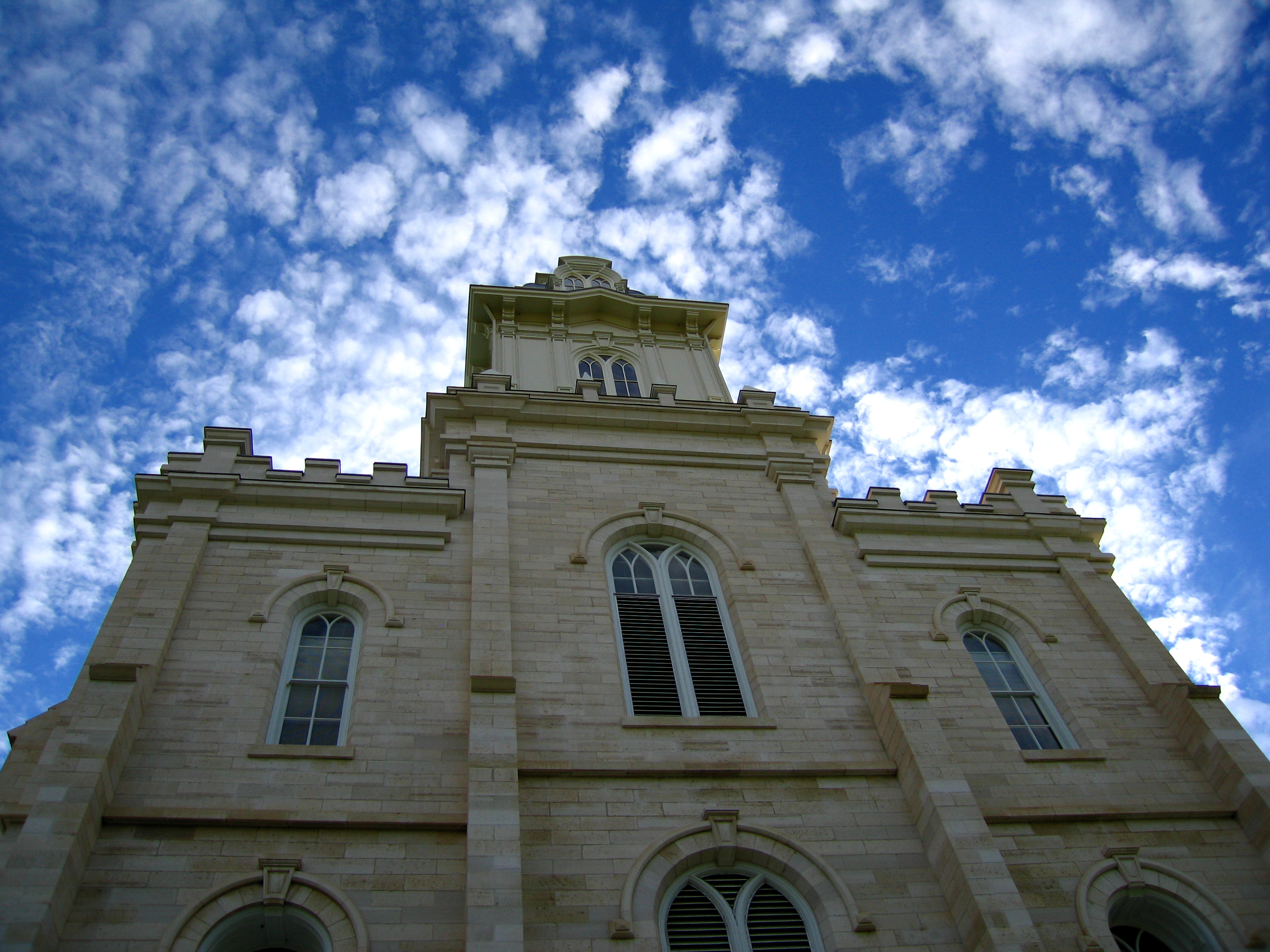
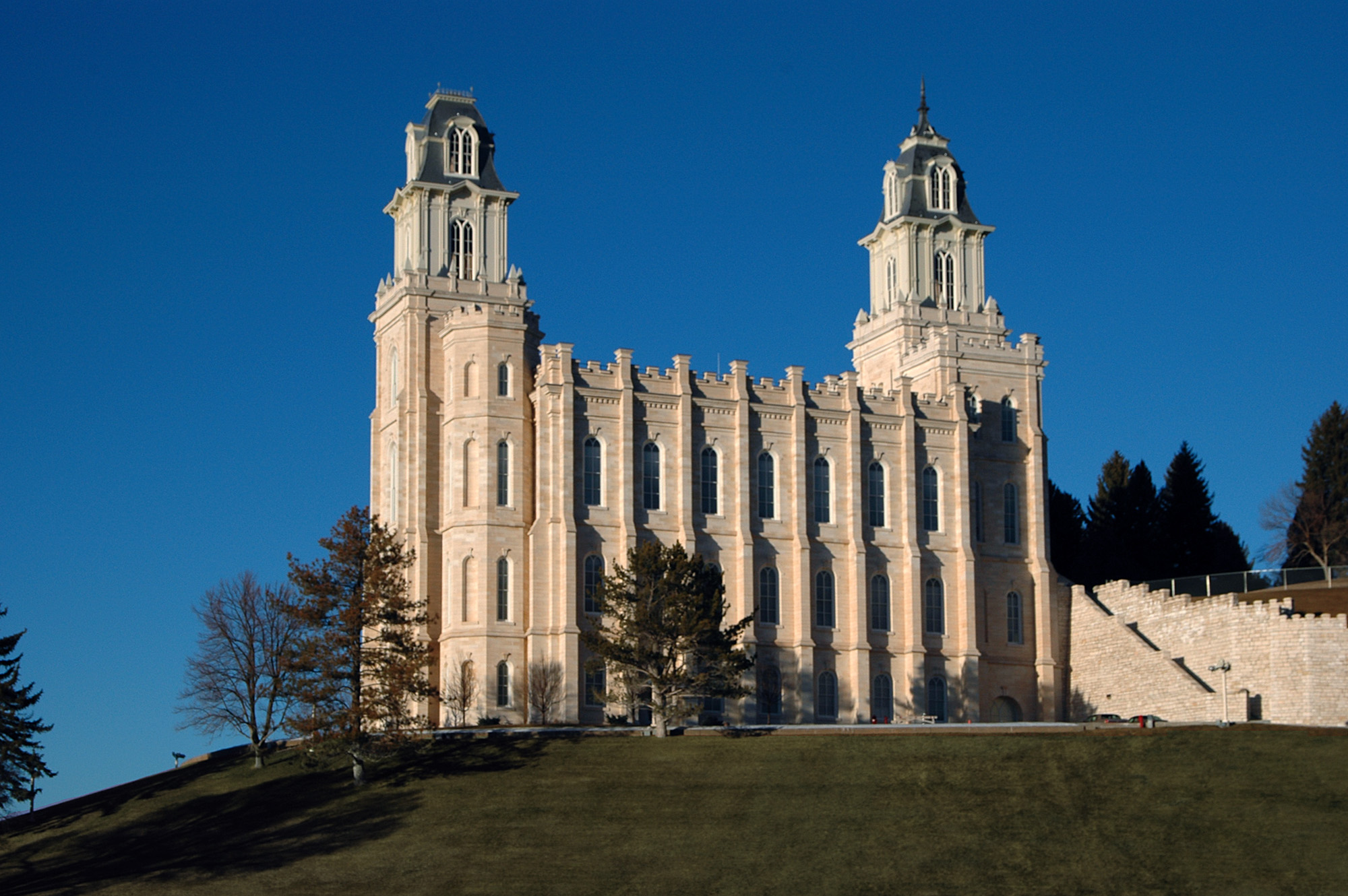
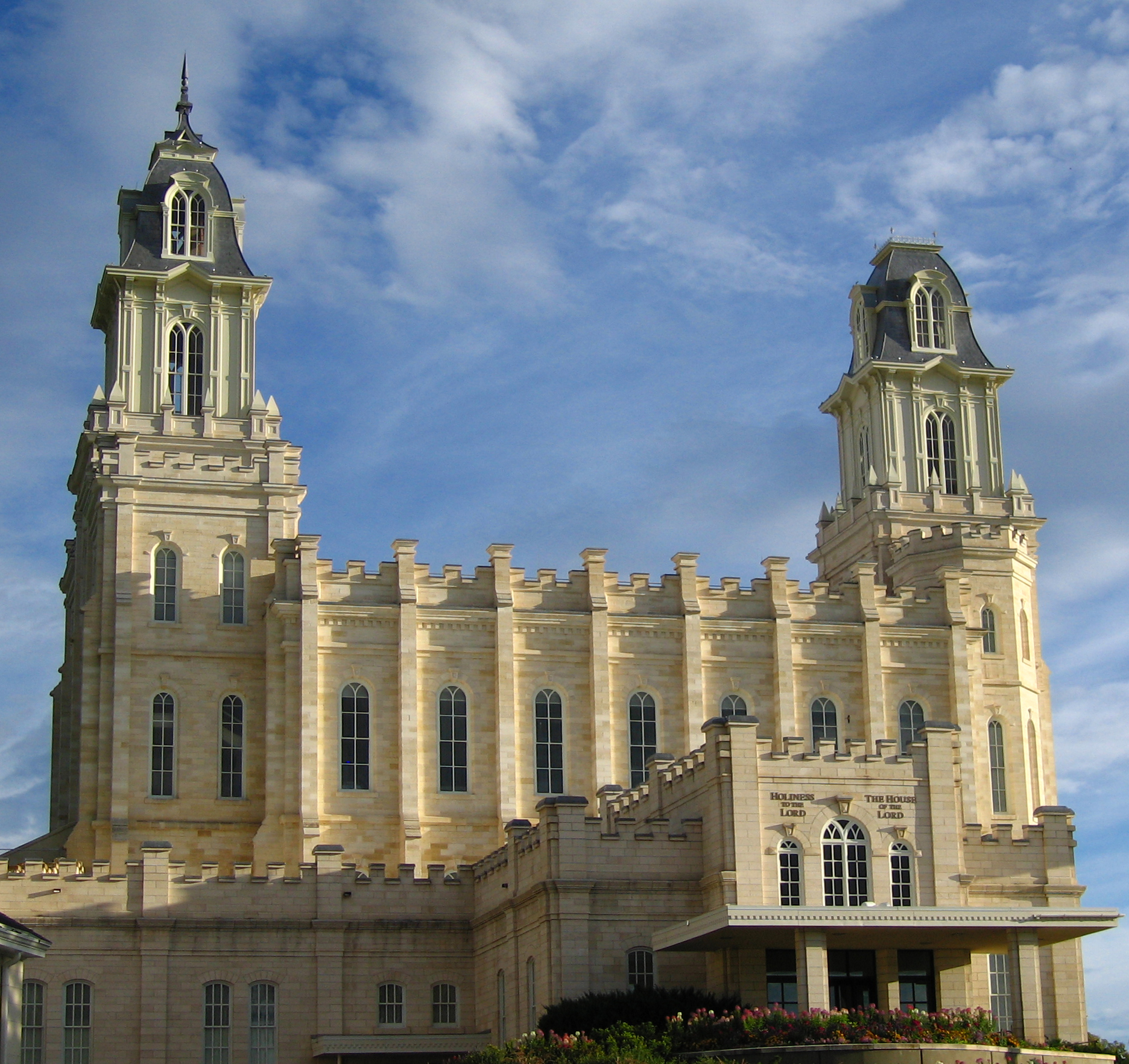
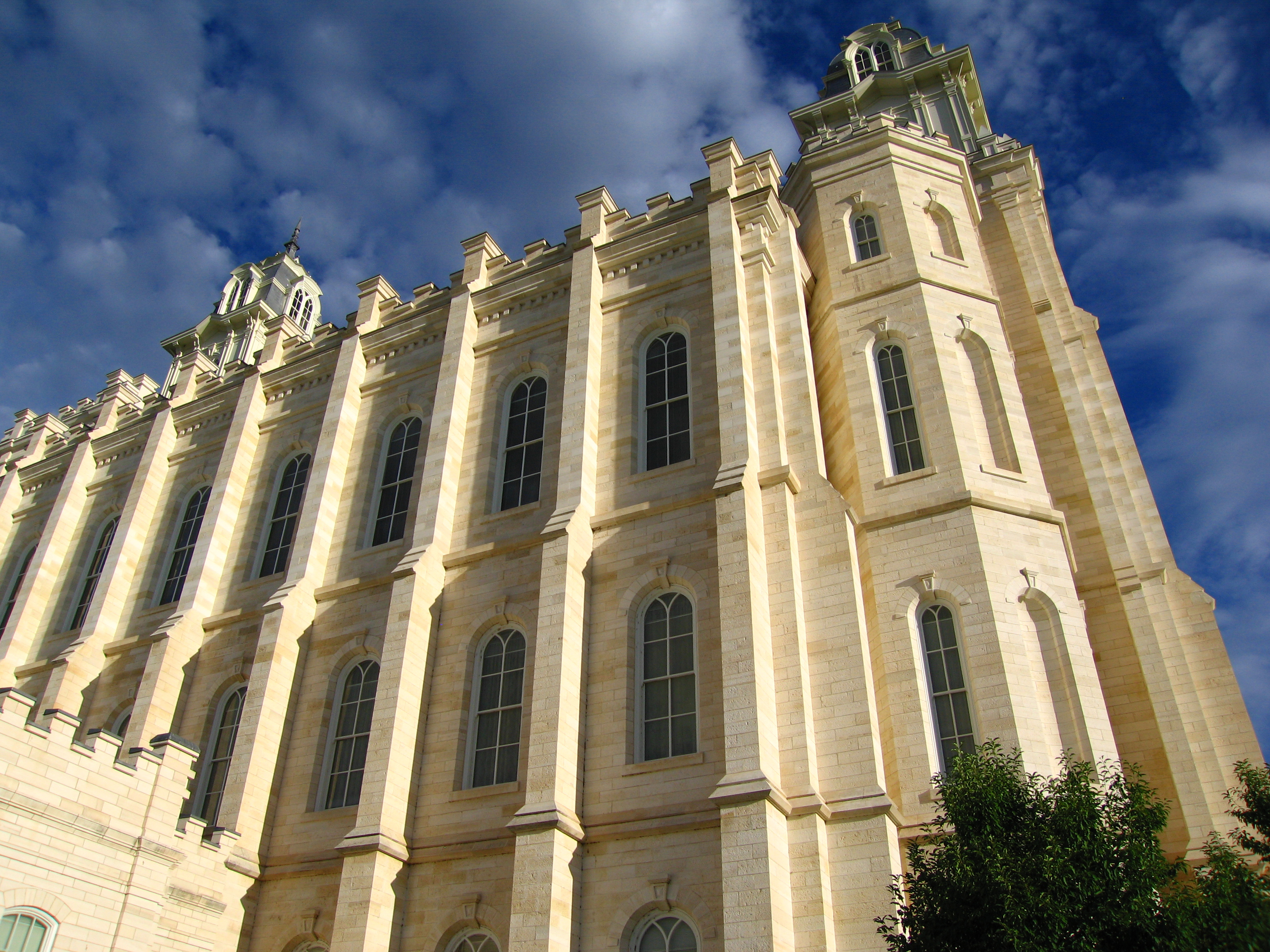
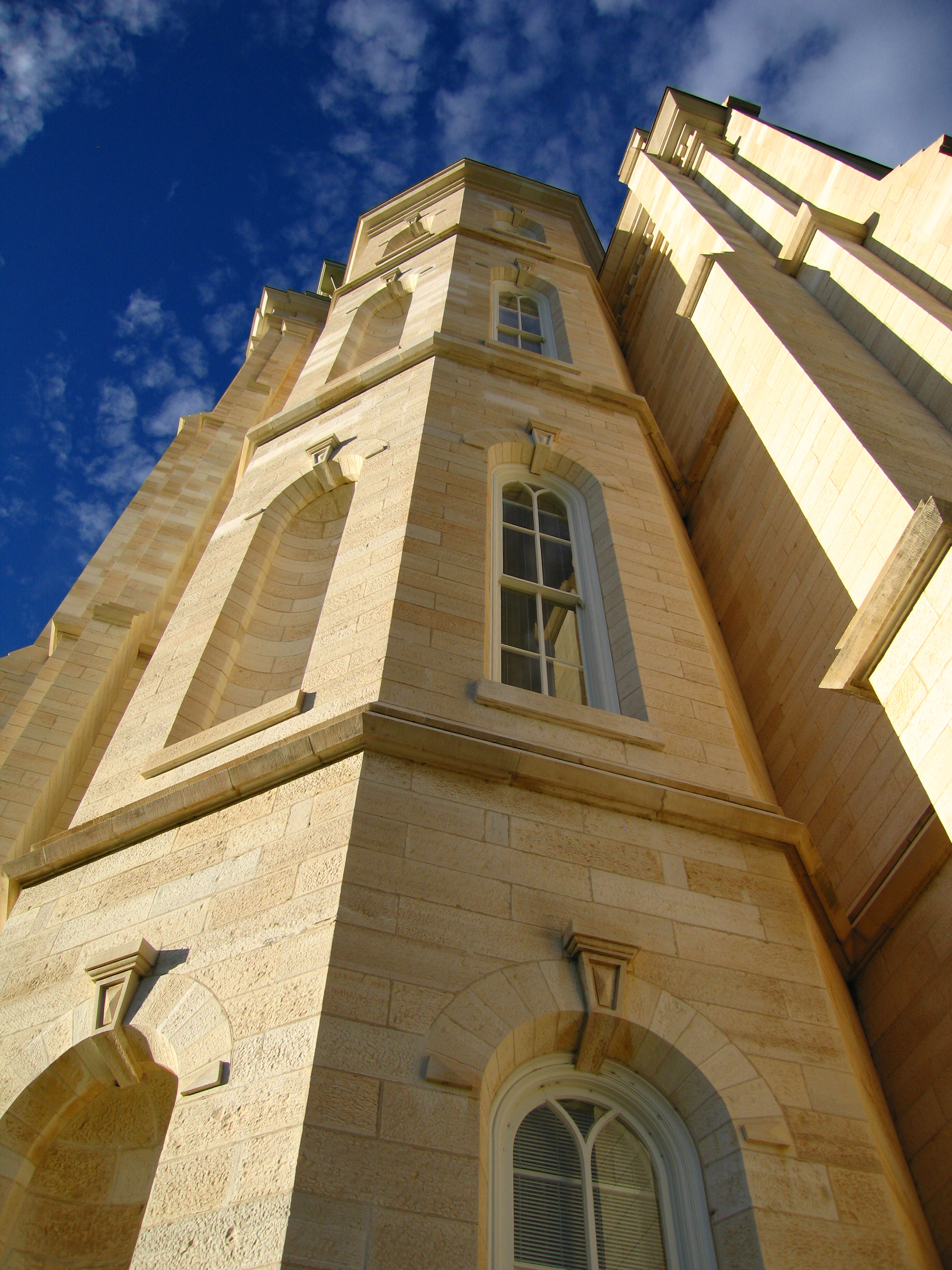
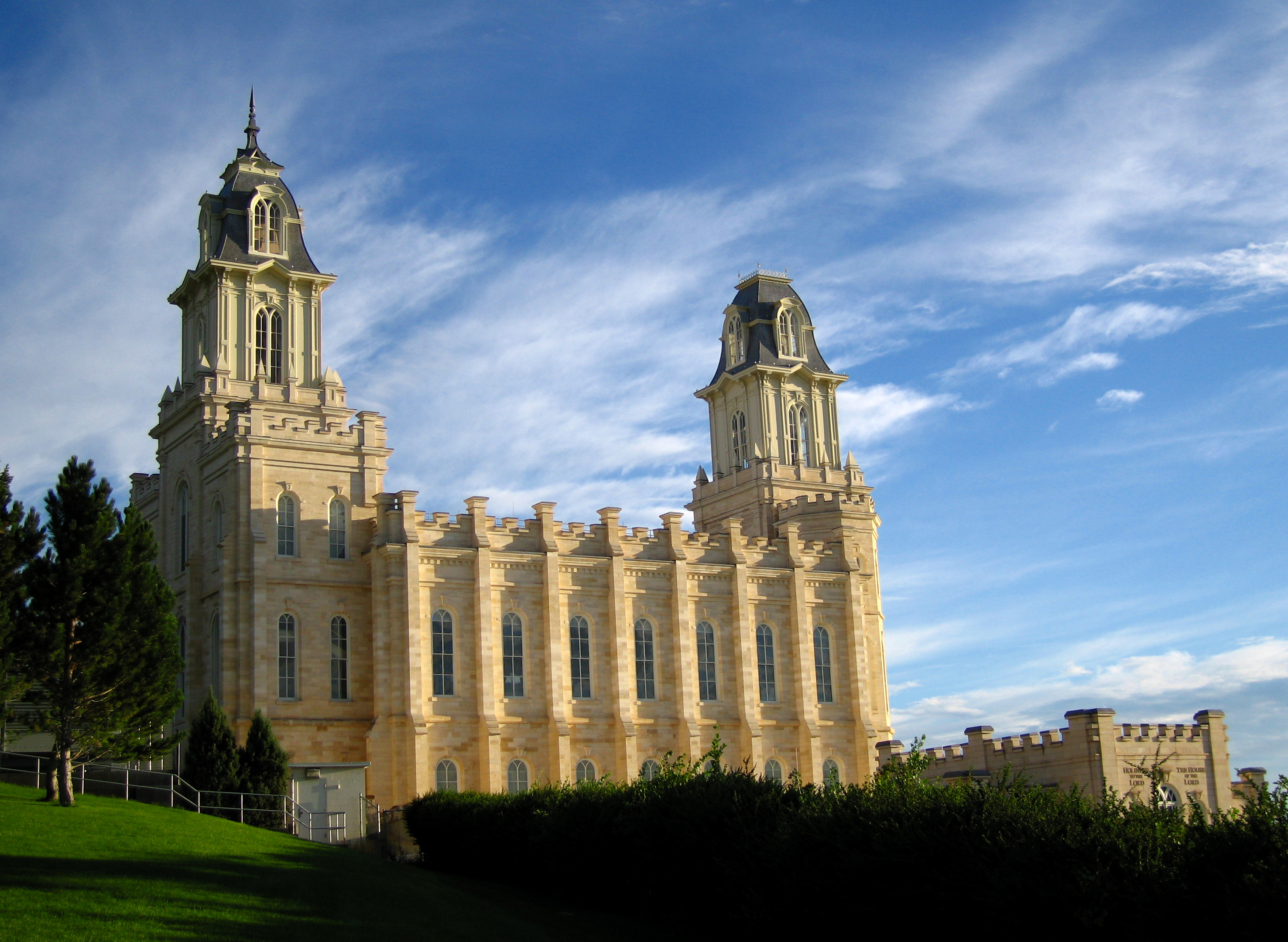
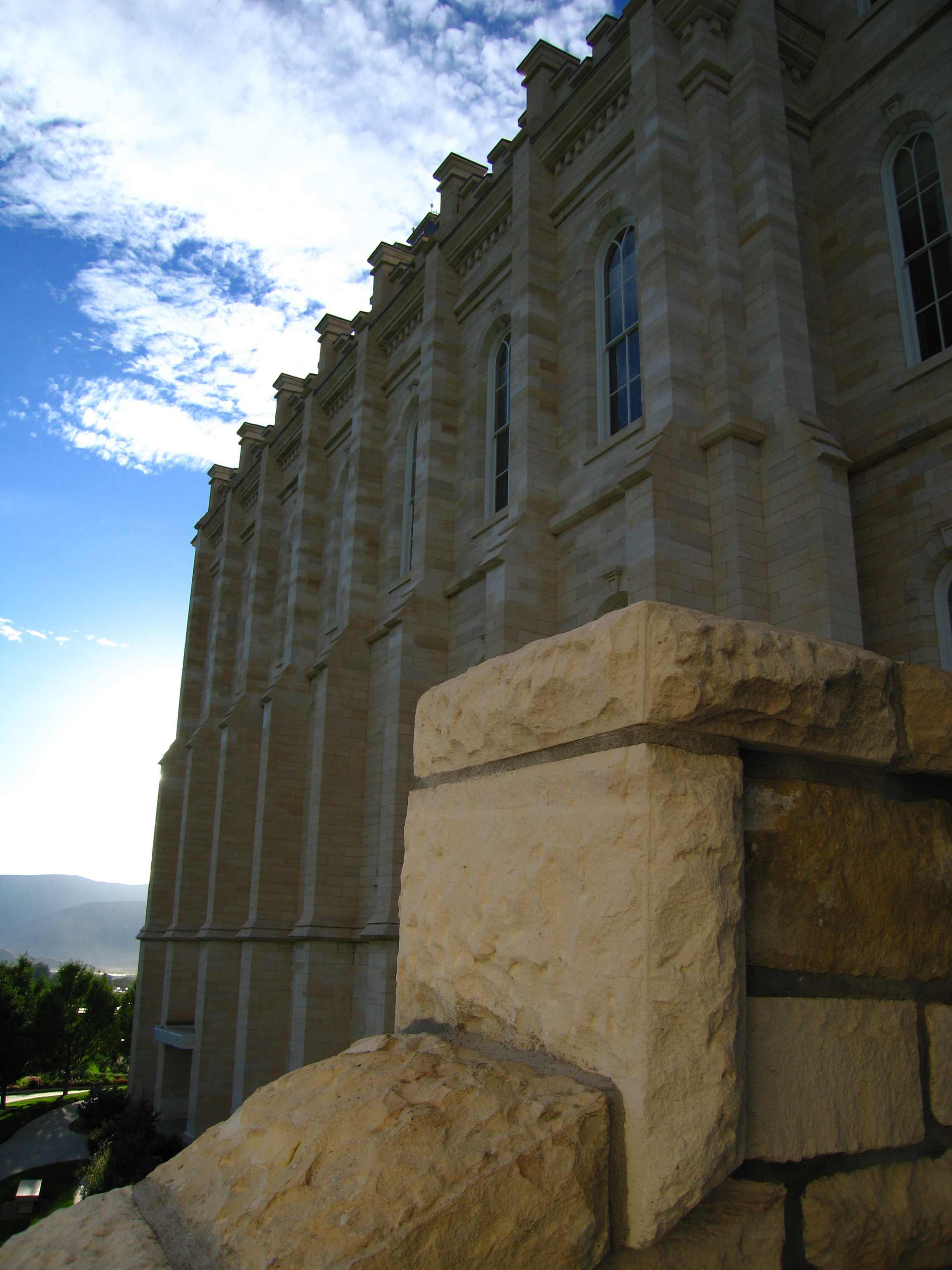
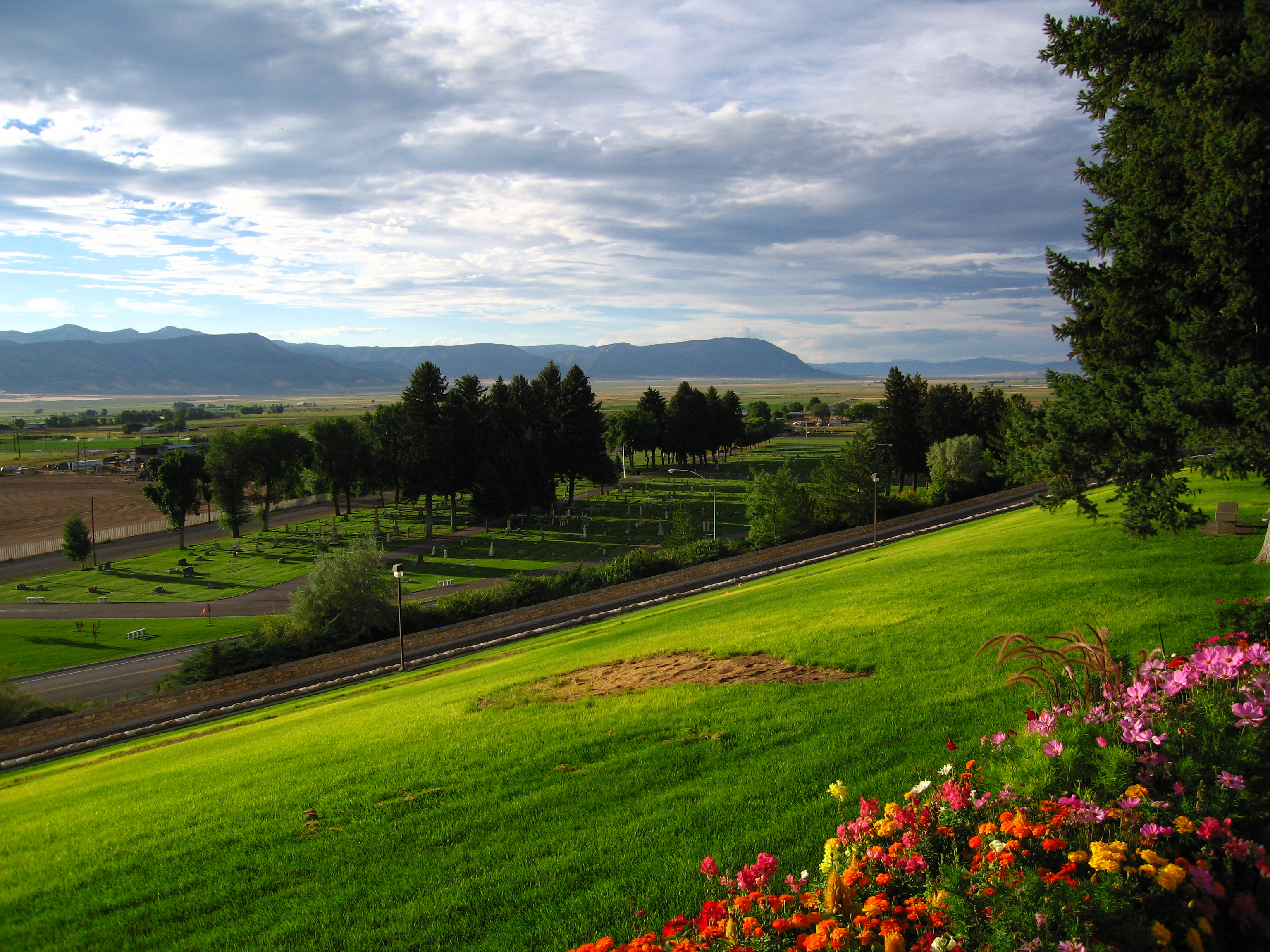